# Hrvoje Ćustić
Hrvoje Ćustić (21. října 1983 Zadar – 3. dubna 2008 Zadar) byl chorvatský fotbalový útočník naposledy působící v týmu NK Zadar.

## Fotbalová kariéra
Profesionální kariéru začal v roce 2000 v týmu NK Zadar, kde hrál až do roku 2005, kdy přestoupil do týmu NK Záhřeb. V týmu se však neprosadil ani herně, ani střelecky a po dvou sezonách se vrátil do Zadaru. Mezi roky 2002 a 2005 nastoupil k sedmi zápasům chorvatské reprezentace do 21 let, branku v nich nevstřelil.

## Úmrtí
29. března 2008 nastoupil za svůj tým, Zadar, v domácím zápase chorvatské ligy proti týmu HNK Cibalia. V průběhu zápasu se v souboji o míč uprostřed zápasu dostal do kolize s protihráčem těsně u postranní čáry. Souboj prohrál pádem a tvrdou čelní kolizí s betonovou zdí, která se nacházela za postranní čarou. Už od počátku převozu do nemocnice byl jeho stav kritický vzhledem ke krvácení do mozku. 2. dubna 2008 se jeho stav zhoršil, když se do těla dostala infekce a zvyšovala se horečka. O den později byl ošetřovatelskou nemocnicí oficiálně prohlášen za mrtvého.